# MTV Millennial Awards 2021 (Brasil)
A 4.ª edição dos Prêmios MTV Miaw foi realizada nos Estúdios Quanta, em São Paulo, em 23 de setembro de 2021. Foi apresentada por Pabllo Vittar e Rafael Portugal. Luísa Sonza e Vittar receberam o maior número de indicações com nove, seguido por Anitta com oito, Xamã com sete, Kevin o Chris, Ludmilla, MC Don Juan e Pedro Sampaio com seis. Vittar recebeu o maior número de prêmios com quatro.

## Apresentações
| Artista                                | Canção                                               | Apresentado por                     |
| -------------------------------------- | ---------------------------------------------------- | ----------------------------------- |
| Manu Gavassi Lucas Silveira Lucas Lima | "Subversiva"                                         | —                                   |
| Pedro Sampaio                          | "Galopa"                                             | Pabllo Vittar & Rafael Portugal     |
| Ludmilla                               | "Rainha da Favela" "Pra Te Machucar"                 | Maju Trindade & Matheus Pasquarelli |
| Mariah Nala                            | "Sem Tempo"                                          | Pabllo Vittar                       |
| Lagum L7nnon Mart'nália                | "Freio da Blazer" "Ninguém me Ensinou" "Eita Menina" | Thati Lopes                         |
| Luísa Sonza                            | "Penhasco" Melhor Sozinha"                           | Pabllo Vittar & Rafael Portugal     |
| Pabllo Vittar                          | "Bandida" "Zap Zum" "Bang Bang"                      | Rafael Portugal                     |

## Vencedores e indicados
Os indicados foram anunciadas em 23 de agosto de 2021.
Os vencedores aparecem primeiro e destacados em negrito.
|  | Indica o ganhador dentro de cada categoria. |

| Ícone Miaw | Realeza do Reality |
| --- | --- |
| - Juliette - Larissa Manoela - Maisa - Sasha Meneghel - Ítalo Ferreira - Rebeca Andrade - Virgínia Fonseca - Pequena Lo | - Juliette (BBB21) - Gil do Vigor (BBB21) - Ingrid Ohara (De Férias com o Ex Brasil: Celebs 2) - Isabella Scherer(MasterChef Brasil 8) - Jojo Todynho (A Fazenda 12) - Lipe Ribeiro (A Fazenda 12) - Matheus Novinho (Acapulco Shore 8) - Lucas Maciel (A Fazenda 12) |
| Coreô Envolvente | Álbum ou EP do Ano |
| - "Bandida" – Pabllo Vittar & Pocah - "Gueto" – Iza - "Errada Ela Não Tá" – Jottapê, Kevinho, Arón - "Senta Com Amor" – Kevinho e Zé Felipe - "Rainha da Favela" – Ludmilla - "Bilhete Premiado" – Gabily, Kevin o Chris e MC Kevin - "Atenção" – Pedro Sampaio & Luísa Sonza - "Peligrosa" – Urias                                                                      | - Batidão Tropical – Pabllo Vittar - Cor – Anavitória - Nu – Djonga - Te Amo Lá Fora – Duda Beat - Imaterial – Filipe Ret - Doce 22 – Luísa Sonza - Portas – Marisa Monte - Zodíaco – Xamã |
| Hit Global | Clipão da P#rr@ |
| - Blackpink – "Lovesick Girls" - Ariana Grande – "Positions" - Dua Lipa – "Levitating" - Justin Bieber – "Peaches" - Lil Nas X – "Montero (Call Me by Your Name)" - Miley Cyrus – "Midnight Sky" - Olivia Rodrigo – "Good 4 U" - Ed Sheeran – "Bad Habits" | - "Girl from Rio" – Anitta - "Não Passa Vontade" – Anavitória e Duda Beat - "Sistema Obtuso" – Criolo & Tropkillaz - "Coringa" – Jão - "Morena" – Luan Santana - "Modo Turbo" – Luísa Sonza, Pabllo Vittar feat. Anitta - "Lokko" – Giulia Be - "Pensa" – Vitão |
| Artista Musical | Feat. Gringo |
| - Pabllo Vittar - Anitta - Luísa Sonza - Lagum - Ludmilla - Papatinho - Kevin o Chris - Xamã | - "Monster" – Shawn Mendes e Justin Bieber - "Girl like Me" – Black Eyed Peas, Shakira - "Kiss Me More" – Doja Cat & SZA - "Beautiful Mistakes" – Maroon 5 feat. Megan Thee Stallion - "Qué Más Pues?" – J Balvin e Maria Becerra - "Prisoner" – Miley Cyrus feat. Dua Lipa - "Leave the Door Open" – Silk Sonic (Bruno Mars, Anderson .Paak) - "Save Your Tears" – The Weeknd, Ariana Grande              |
| Aposta MIAW | Meme Pra Vida |
| - Yasmin Castilho - Bielo - Favelado Investidor - Fefe - Lara Silva - Mariah Nala - MC Dricka - Raphael Vicente | - Pfizer - Ai, dor - Cringe - Dogg face - Gabi AE4 - Jacaré da Vacina - O Brasil tá lascado - Shitty Flute |
| Pet Influencer | Hitmaker Absurdo |
| - Nelson (Fred e Bianca) - Amora (Bruna Marquezine) - Dionísio (Lipe Ribeiro) - Sol (Grazi Massafera) - Beethoven (Marina Ruy Barbosa) - Lilo (Viih Tube) - Norbert Macedo (Anitta) - Valdemar (Larissa Manoela) | - Pabllo Vittar - Alok - Vitor Kley - Os Barões da Pisadinha - Kevin o Chris - Luísa Sonza - MC Don Juan - Pedro Sampaio |
| Girl Boss | Style do Ano |
| - Manu Gavassi - Anitta - Bianca Andrade - Bruna Tavares - Flávia Durante - Lorena Vieira - Maisa - Marina Ruy Barbosa | - Jão - Bruna Marquezine - Gloria Groove - Matheus Pasquarelli - Leo Picon - Xamã - Duda Beat - Sabrina Sato |
| Podcast Nosso de Cada Dia | Miawlicious |
| - Podpah - VênusPodcast - Eu Fico Loko - Flow Podcast - Pod Dar Prado - Não Ouvo - Nerdcast - Pod Delas | - Paola Carosella - Ana Maria Brogui - Bela Gil - Downlicia - Mohamad Hindi - Receitas de Pai - Rodrigo Hilbert |
| Memeiro | Hitou no Passinho |
| - Alvaro - Ademaravilha - O Brasil Que Deu Certo - De Sola - Melted Videos - Pequena Lo - Saquinho de Lixo - Vittor Fernando | - Virgínia Fonseca - Ingrid Ohara - Klayver Pop - Lara Silva - Lucca Maciel - Cinthia Cruz - Orlandinho - Vanessa Lopes |
| Reeleire do Ano | Reeleire Revelação |
| - Gustavo Tubarão - Bielo - Camilla de Lucas - Lucas Guedez - Pequena Lo - Yarley - Ruivinha de Marte - Vittor Fernando | - Josy Ramos - Lorenza Valloto - Gabriel Holtz - Lucca Najar - Matheus Cardoso |
| #EuShippo | Orgulho do Vale |
| - Bianca Andrade e Fred - Caíque Gama e Flávia Gabê - Ícaro Silva e Lucas Leto - Lan Lan e Nanda Costa - Ludmilla e Brunna Gonçalves - Sasha Meneghel e João Figueiredo - Vitória Strada e Marcella Rica - Zé Felipe e Virgínia Fonseca | - Lia Clark - Bruna Linzmeyer - Dora Figueiredo - Gil do Vigor - Pepita - Douglas Souza - Spartakus - Tarso Brant |
| Ri Alto | Feat. Nacional |
| - Thiago Ventura - Afonso Padilha - Evelyn Castro - Bruna Louise - Dani Calabresa - Rafael Portugal - Marcelo Adnet - Renato Albani | - "Tranquilita" – Zé Felipe e Virgínia - "Liberdade (Quando o Grave Bate Forte)" – Alok, MC Don Juan e GBR - "Deixa de Onda" – Dennis DJ feat. Ludmilla e Xamã - "Modo Turbo" – Luísa Sonza, Pabllo Vittar feat. Anitta - "Bandida" – Pabllo Vittar & Pocah - "Atenção" – Pedro Sampaio & Luísa Sonza - "Fala Mal de Mim" – Pedro Sampaio, Daniel Caon e Wesley Safadão - "Leão" – Xamã e Marília Mendonça |
| Beat BR | Hino do Ano |
| - L7nnon - BIN - Djonga - Filipe Ret - Lourena - MC Cabelinho - Tasha & Tracie - Xamã | - "Rainha da Favela" – Ludmilla - "Deixa de Onda" – Dennis feat. Ludmilla e Xamã - "Tipo Gin" – Kevin o Chris - "Modo Turbo" – Luísa Sonza, Pabllo Vittar feat. Anitta - "Bipolar" – MC Davi, MC Pedrinho e MC Don Juan - "Quero Ver é Me Esquecer" – Os Barões da Pisadinha feat. Jorge - "Bandida" – Pabllo Vittar & Pocah - "Atenção" – Pedro Sampaio & Luísa Sonza                                     |
| Zika do Baile | DJ Lanso a Braba |
| - MC Hariel - Kevin o Chris - Kevinho - MC Don Juan - MC Dricka - Tati Zaqui - Rebecca - MC WM | - Pedro Sampaio - Alok - Dennis - DJ GM - DJ Guuga - GBR - Lucas Beat - Rennan da Penha |
| Prestatenção | Trap na Cena |
| - BIN - Nick Cruz - Jovem Dex - Hyperanhas - Tília - Morenna - Duquesa | - Sidoka - Hyperanhas - Jovem Dex - Kawe - KayBlack - Matuê - Orochi - Recayd Mob |
| Música de Challenge | Maratonei |
| - "Meu Pedaço de Pecado" – João Gomes - "Amor ou Litrão" – Petter Ferraz e Menor Nico - "Apaga a Luz Apaga Tudo" – MC Topre - "Bipolar" – MC Davi, MC Pedrinho e MC Don Juan - "Disco Arranhado" – Malu e DJ Lucas Beat - "Em Homem a Gente Não Confia" – MC Manu - "Preta do Cabelo Cacheado" – MC Don Juan, TH CDM, DG e Batidão Estronda - "Tipo Gin" – Kevin o Chris | - As Five - Bridgerton - Manhãs de Setembro - Élite - Gossip Girl - PEN15 - The Handmaid's Tale - WandaVision |
| Fandom Real Oficial | Transforma MIAW Antirracismo |
| - Gavassiers (Manu Gavassi) - Anitters (Anitta) - Beliebers (Justin Bieber) - Blink (Blackpink) - Boca Rosers (Bianca Andrade) - Cactos (Juliette) - Little Monsters (Lady Gaga) - RBDmaníacos (RBD) | - Emicida |
| Transforma MIAW LGBTIQAP+ | |
| - Paulo Gustavo | |